# Centar za grčki jezik
Centar za grčki jezik (Κέντρον Ελληνικής Γλώσσας) jest kulturna i obrazovna organizacija kojoj je cilj promocija grčkoga jezika i kulture. Osnovan je 1994. godine. Centru je sjedište u Solunu, a ima ured i u Ateni. Djeluje kao koordinatorski, savjetodavni i strateški organ grčkoga Ministarstva obrazovanja o pitanjima povezanim s naobrazbom i jezičnom politikom. Također, pribavlja materijale i pomoć ljudima koji uče grčki kao strani jezik.
Povezano je s Aristotelovim sveučilištem u Solunu.

## Ciljevi
Ciljevi organizacije uključuju:
- promicanje grčkoga jezika unutar i izvan Grčke (time i jačanje nacionalnog identiteta Grka u iseljeništvu)
- poučavanje stranaca u Grčkoj i izvan nje grčkome jeziku
- pomoć učiteljima grčkoga jezika u Grčkoj i izvan nje
- izdavanje materijala za poučavanje i svega drugoga što pomaže promociji i širenju grčkoga jezika općenito.

## Vanjske poveznice
- Službena stranica
- Portal za grčki jezik i jezično obrazovanje